# Nagroda
Nagroda:

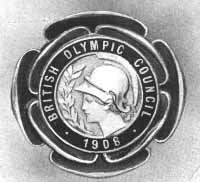
Medal olimpijski z 1908 roku

- w psychologii: wzmocnienie pozytywne, czynnik, którego wystąpienie w następstwie reakcji zwiększa prawdopodobieństwo powtórzenia tej reakcji w przyszłości; wszelkie pozytywne, odczuwane jako przyjemne i pożądane skutki zachowania się.

- w prawie: korzyść materialna lub niematerialna o wartości uznaniowej i funkcji motywacyjnej, przysporzona w wyrazie uznania za określone osiągnięcie (czynność bądź rezultat), niezwiązana z wartością świadczenia, za które jest przyznawana (tzn. niebędąca wynagrodzeniem, jak np. płaca za ekwiwalent świadczeń wykonanych lub będących do wykonania, ani zaliczką na poczet wynagrodzenia, przyszłych umów, ani korzyści przyszłych i niepewnych, które nie spełniają przesłanek i funkcji nagrody).

- w życiu: formą uznania, wyróżnienia, pozytywnej oceny za:
  - osiągnięcia, wkład pracy, zaangażowanie w sprawę
  - zwycięstwo w konkursie lub w zawodach

Rodzaje nagród:
- materialne (pieniężne, rzeczowe)
- niematerialne (honorowe, jak dyplom, medal, uścisk ręki prezesa)

Nagroda honorowa lub nagroda pocieszenia – symboliczna nagroda nieprzedstawiająca wartości materialnej, przyznawana w wyrazie uznania za wyróżniające się osiągnięcia tym konkurentom, którym nie udało się zdobyć nagrody głównej.